# Ел Пињонал, Гвадалупе ел Пињонал (Атлзајанка)
Ел Пињонал, Гвадалупе ел Пињонал (шп. El Piñonal, Guadalupe el Piñonal) насеље је у Мексику у савезној држави Тласкала у општини Атлзајанка. Насеље се налази на надморској висини од 2680 м.

## Становништво
Према подацима из 2005. године у насељу је живео 1 становник.

### Хронологија
| Година       | 2005 |
| ------------ | ---- |
| Становништво | 1    |

### Попис
| # | Индикатор                        | Вредност |
| - | -------------------------------- | -------- |
| 1 | Укупно појединачних домаћинстава | 1        |